# 24/Seven
24/Seven é o terceiro álbum de estúdio da boy band americana Big Time Rush. Ele foi lançado em 11 de junho de 2013 pela Columbia Records em associação com a Nickelodeon. No Brasil, o lançamento Foi pela Sony Music Entertainment na segunda quinzena de julho de 2013, mas as faixas foram divulgadas no iTunes no dia 18 de junho. As gravações para o álbum começaram em 2012 e terminaram no início de 2013, uma parte que ocorreu durante a Big Time Summer Tour. O álbum é precedido pelo single promocional Like Nobody's Around, que teve sua estréia em VEVO durante o Kids Choice Awards 2013.
O Álbum Ficou em 3° na Billboard 200 e Um dos primeiros na iTunes com apenas alguns dias de estreia do Cd
O álbum Funcionou como a trilha sonora da quarta temporada da série de televisão Nickelodeon, Big Time Rush. Motivado a partir de suas composições que tiveram lugar no álbum anterior, Elevate, o grupo tornou-se fortemente envolvido no processo de composição para o álbum. Kendall Schmidt confirmou que o grupo havia gravado 40 - 50 novas músicas para o álbum, a maioria dos quais foram escritos por Big Time Rush.

## Lista de Faixas
- 1. 	"24/Seven"
- 2. 	"Like Nobody's Around"
- 3. 	Get Up
- 4. 	Song For You (feat. Karmin)
- 5. 	"Run Wild"
- 6. 	"Crazy For U"
- 7. 	"Picture This"
- 8. 	"Confetti Falling"
- 9. 	"Amazing"
- 10. 	We Are

### Deluxe Edition
- 11. 	"Love Me Again"
- 12. 	"Just Getting Started"
- 13. 	"Untouchable"
- 14. 	"Lost In Love" (feat. Jake Miller)
- 15. 	"Na Na Na"

## Certificações e vendas
| País           | Organismo certificador | Certificação | Vendas certificadas | Simbolização |
| -------------- | ---------------------- | ------------ | ------------------- | ------------ |
| Estados Unidos | RIAA                   | Platina      | 80,000              | ●            |
| México         | AMPROFON               | Ouro         | 130,000             | ▲            |
| Chile          | AMPROFON               | Platina      | 60,000              | ▲            |

|}

## Desempenho nas tabelas musicais
O álbum conseguiu entrar na Billboard 200 na quarta posição, como estreia.
| Tabela musical (2013)          | Melhor posição |
| ------------------------------ | -------------- |
| Estados Unidos (Billboard 200) | 3              |

| México - Inter Top 10 Álbuns        | 1 |
| México - Pro-Albums Top 10          | 5 |
| Chile - Albums Internationais Chart | 7 |
| Colômbia - PROMUSICAE               | 5 |
| Canadá - SNEP                       | 8 |
| Honduras - IRMA                     | 9 |

O álbum Também ganhou disco de ouro no méxico além de outros países em platina